# 市川兼恭

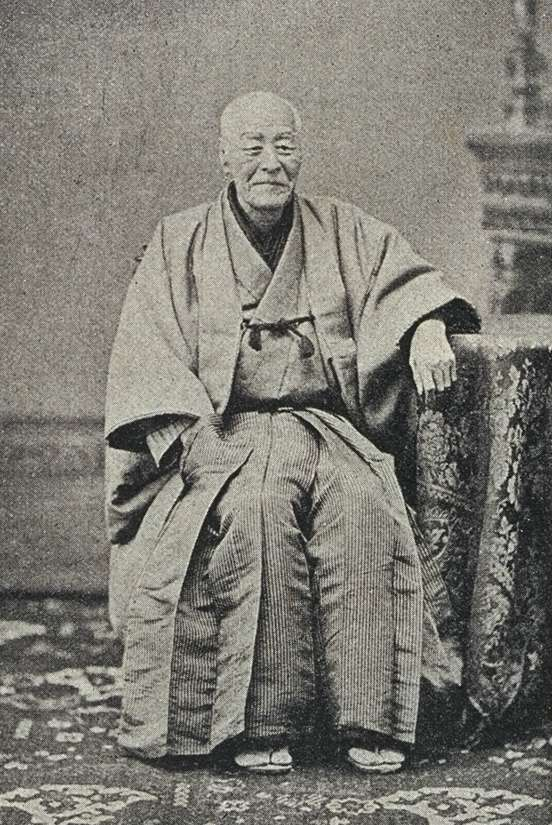
市川兼恭

市川 兼恭（いちかわ かねのり、文政元年5月11日（1818年6月14日） - 明治32年（1899年）8月26日）は、幕末・明治の蘭学者。オランダ語、ドイツ語を修得。西洋兵学を学ぶ。姓は源、幼名三輔。後、岩之進または斎宮、明治2年（1869年）9月逸吉に改める。号は浮天斎。父は広島藩藩医の市川文微。母は林氏政子。市川文吉は長男。

## 略歴
福井藩で砲術師範となった。幕府天文台訳員を勤め、蕃書調所と開成所教授職を歴任。大番格砲兵差図役頭取勤方となる。電信機や活版印刷などの技術開発に携わる。維新後は陸軍兵学中教授となった。東京学士会院会員。

## 生涯

### 出自
- 安芸国広島に生まれる。

### 遊学
- 天保9年（1838年） 11月 緒方洪庵の適塾へ入門。蘭学を学ぶ。
- 弘化元年（1844年） 頃から 杉田成卿に蘭学を学ぶ。佐久間象山、箕作阮甫と親交。

### 福井藩
- 嘉永3年（1850年） 福井藩の砲術師範となる。
- 嘉永6年（1853年）10月23日　福井藩の和解方（天文方付属の翻訳局）に任命される。

### 蕃書調所
- 安政3年（1856年） 蕃書調所教授手伝となる。竹橋御蔵にある汽車模型、電信機[1]を動かすことが初仕事となった。同年にプロイセン王国の外交官フリードリヒ・アルブレヒト・ツー・オイレンブルクが献じた電信機、写真機の伝習に加藤弘之とともに着任[2]。
- 安政4年（1857年）スタンホープ手引印刷機[3]を、古賀謹一郎から動かすように命じられる。
- 万延元年（1858年）10月 器械学主任に命じられる。洋文書物『ファミリアル・メソード』が印刷された。当初はローマ字活字だったが、文久年間には邦文活字も作られて二十数部の書籍が発行された。
- 文久元年（1861年）4月 物産学取り立ての建白を行う[4]。
- 墓所は雑司ヶ谷霊園。

## 家族
- 父・市川文微 - 広島藩藩医
- 母・政子 - 林氏
- 長男・市川文吉[5]
- 次男・平岡盛三郎 - 東京帝国大学理学部教授[5]
- 二女・広/乙女 - 奥山政敬の妻[5]
- 三女・峰 - 吉村寅太郎の妻[5]
- 四女・時 - 新潟の医師・今井元秀に嫁すも20歳で没[5]
- 三男・元吉 - 宇都宮三郎の養子となったが離縁し、文部省役人・小林勘四郎の養子となる[5]
- 六女・寅 - 北海道鉄道専務・二木彦七の妻[5]
- 四男・辰吉 - 官吏・高石和道の養子となるが、17歳で夭折[5]
- 七女・千 - 木村浩吉 (海軍軍人)の妻[5]

## 逸話
清水卯三郎「和蘭文典前後編」によれば蘭学の文法書「セインタキス」を翻刻したのは箕作阮甫であるとしているが、市川兼恭「経歴談」によると、市川が杉田のところにいた際に箕作から頼まれて版下を書き下ろして印刷したとある。

## 著書
- 『遠西武器図略』（嘉永6年）山城屋佐兵衛、1853年。[8]
- 『遠西武器図略』（嘉永6年）天真樓、1853年。[8]